# Мечеть Сейит Джемал ад-Дина
Мечеть Сейит Джемал ад-Дина (также: Дом красоты; туркм. Seýit Jemaleddiniň metjidi) — развалины грандиозной мечети в Туркменистане, в предгорьях Копетдага, на территории средневекового городища Анау, к востоку от современного города Аннау, административного центра Ахалского велаята, в 12 километрах от Ашхабада. Является памятником средневекового зодчества Туркменистана и всей Средней Азии.

## История
Построена в 1446—1457 годах (согласно надписи на фасаде в  1455—1456 году) в честь шейха Джелал-ад-дунья-ва-д-дина. Мозаичная декорация портала мечети не имеет аналогий в мусульманской архитектуре Средней Азии. На арке портала были изображены два обращённых головами друг к другу дракона-аждарха. Памятник посещают туристы, увлекающиеся  историей и культурой, а могила святого возле мечети Анау является местом паломничества. Разрушена Ашхабадским землетрясением в 1948 году.

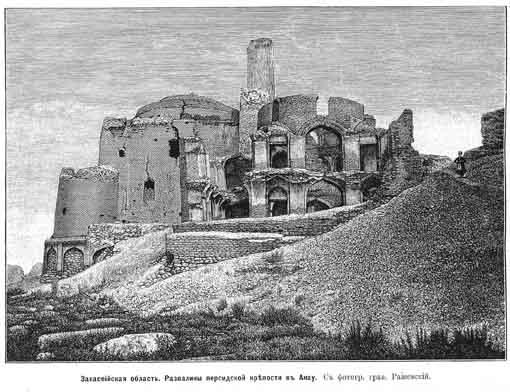
Закаспийская область. Развалины персидской крепости в Анау. С фотографии, гравёр М. Рашевский. «Нива», №10, 1888

На высоком холме, доминирующем над окрестностью, стоит старая-престарая мечеть из великолепного жжёного кирпича. Высокий портал с островерхой аркой сверкает своими великолепными изразцами. Два полных экспрессии мозаичных гигантских дракона по обеим сторонам арки заставляют до сих пор стоять пред ними путника в немом удивлении. Это лучший памятник художественной средневековой мусульманской мозаики, единственное во всей Средней Азии столь изящное произведение художественного гения страны. Целая поэтическая сказка разноцветной, искусно скомпонованной глазури. Очаровательная картина весьма своеобразного, необыкновенно тонко выполненного орнамента.

## Исследования
Некогда у крепостной стены города высилось дерево, на котором был подвешен колокол. Каждый путник, испытывавший бедствие, мог подать сигнал ударом колокола, и население его выручало из беды. Однажды, в пору правления справедливой и мудрой Джемаль, люди услышали сильный и тревожный звон. Собравшись у дерева, они увидели, что его сотрясал огромный извивающийся дракон — аждарх. При этом он словно указывал то в сторону гор, то на двух мастеров с топорами и пилами, стоявших в толпе. Царица Джемаль приказала мастерам следовать за драконом, который стал удаляться в горы. Там они увидели другого дракона, который испытывал страшные муки: он проглотил козла, рога которого застряли в его глотке. Отважные мастера вошли в раскрытую пасть, перепилили рога и разрубили на части тушу черного козла, освободив дракона от мучений. Тогда первый дракон привел мастеров в пещеру, полную сокровищ, и позволил им набрать их столько, сколько они могли взять. На следующий день жителей снова разбудил звон колокола. Выйдя, они увидели обоих драконов, которые принесли золото и массу драгоценных камней. Сложив все это у ног царицы, они удалились в горы. Джемаль приказала на эти драгоценности выстроить большую мечеть и на её портале изобразить дарителей — драконов.
Начало изучению мечети Анау положил востоковед Валентин Жуковский в 1896 году. Он выполнил первые обмеры. Мечеть уже в конце XIX века находилась в крайне плохой сохранности, в стенах зияли трещины. Мечеть исследовалась в 1904 году. В 1905 году Александр Семёнов опубликовал краткое описание мечети и призыв к её фиксации и изучению. Свою статью о мечети Анау Семёнов в 1908 году опубликовал в сборнике «Протоколы заседаний и сообщения членов Кружка любителей археологии» (ПТКЛА). Это стало возможно после окончания гражданской войны и создания Туркменской ССР. В годы гражданской войны мечеть Анау, оставаясь долгое время без непосредственной охраны, неоднократно подвергалась разрушениям. Памятник исследовали 16 июля 1926 года художник Андрей Карелин и инженер Владимир Родионович Трипольский (1884—1942), члены Туркменского научно-исследовательского института, а чертежи исполнил инженер С. С. Скляревский.  Мечеть исследовалась в 1937 году. В разное время осуществлялись меры консервации (В. Р. Трипольский, Николай Михайлович Бачинский). Глубокое и всестороннее изучение ансамбля провела Южно-Туркменистанская археологическая комплексная экспедиция (ЮТАКЭ) в 1947 году под руководством Михаила Массона. В результате этого появился ряд публикаций и обстоятельная монография Галины Пугаченковой.

## Описание
Культовый ансамбль сохраняет большое значение в истории культуры и архитектуры Туркменистана. Ансамбль составляли четыре сооружения: мечеть, которая представляет собой большой купольный зал, надгробие перед ней и два больших корпуса с высокими купольными залами. Комплекс связан в сложную объёмно-пространственную композицию. Сооружение отличалось разнообразием сводчатых конструкций и красочностью облицовки (мозаика и глазурованная плитка).
Мечеть построена визирем тимуридского правителя Хорасана  по имени Мухаммед Худайдот. Крупная надпись наверху пештака мечети называла имя правителя Хорасана (1446—1457 гг.) султана Абу-л-Касима Бабура и гласила: «Случилась эта постройка во время царствования султана великого, владыки своих народов, убежища стран и века Абу-л-КасимБабера Бахадурхана, да увековечит Всевышний его власть и его царство». В других надписях приводились сведения о том, что «Дом красоты» построил на свои средства Мухаммед в 1455—1456 годах в память своего отца Джелал-ад-дунья-ва-д-дина. Галина Пугаченкова убедительно отождествляет имя Мухаммеда, названного в тексте на мечети, с визирем султана Мухаммедом Худайдотом, погребенный отец которого Джемаледдин был уроженцем Анау.
Галина Пугаченкова пишет, что целью сооружения было привлечение туркмен к местному крупному культовому комплексу. Сооружение достроено не было, так как после смерти султана Бабура в 1457 году наступил период междоусобиц и разрухи.
Мечеть построена из обожжённого кирпича. Выходила на просторный парадный двор широкой стрельчатой аркой в высоком портале, ориентированном на север. Квадратный зал пролётом 10,5 метров был перекрыт эллиптическим куполом, покоящимся на подпружных арках и конструктивно несовершенных парусах со сталактитовой декорацией. В толще южной стены зала находился украшенный изразцами михраб. По сторонам от него в южной стене были узкие ниши с выходами наружу. В восточной и западной стене было по две широкие и глубокие ниши с выходами на айван, охватывавший с трех сторон мечеть на уровне цокольного этажа с худжрами. Два других строения обходили парадный двор с востока и запада перед порталом мечети. Их залы были перекрыты куполами диаметром около 7 метров и на двух этажах были окружены небольшими помещениями. Возможно, что парадный двор был замкнутым и имел входной портал с севера.
Ансамбль уже в конце XIX века находился в крайне плохой сохранности, относительно хорошо сохранялся великолепный по пропорциям, очертаниям и декоративному убранству портал мечети. В графической реконструкции северного фасада мечети Галина Пугаченкова показывает два высоких двухъярусных минарета, как бы продолжающих боковые устои портала.

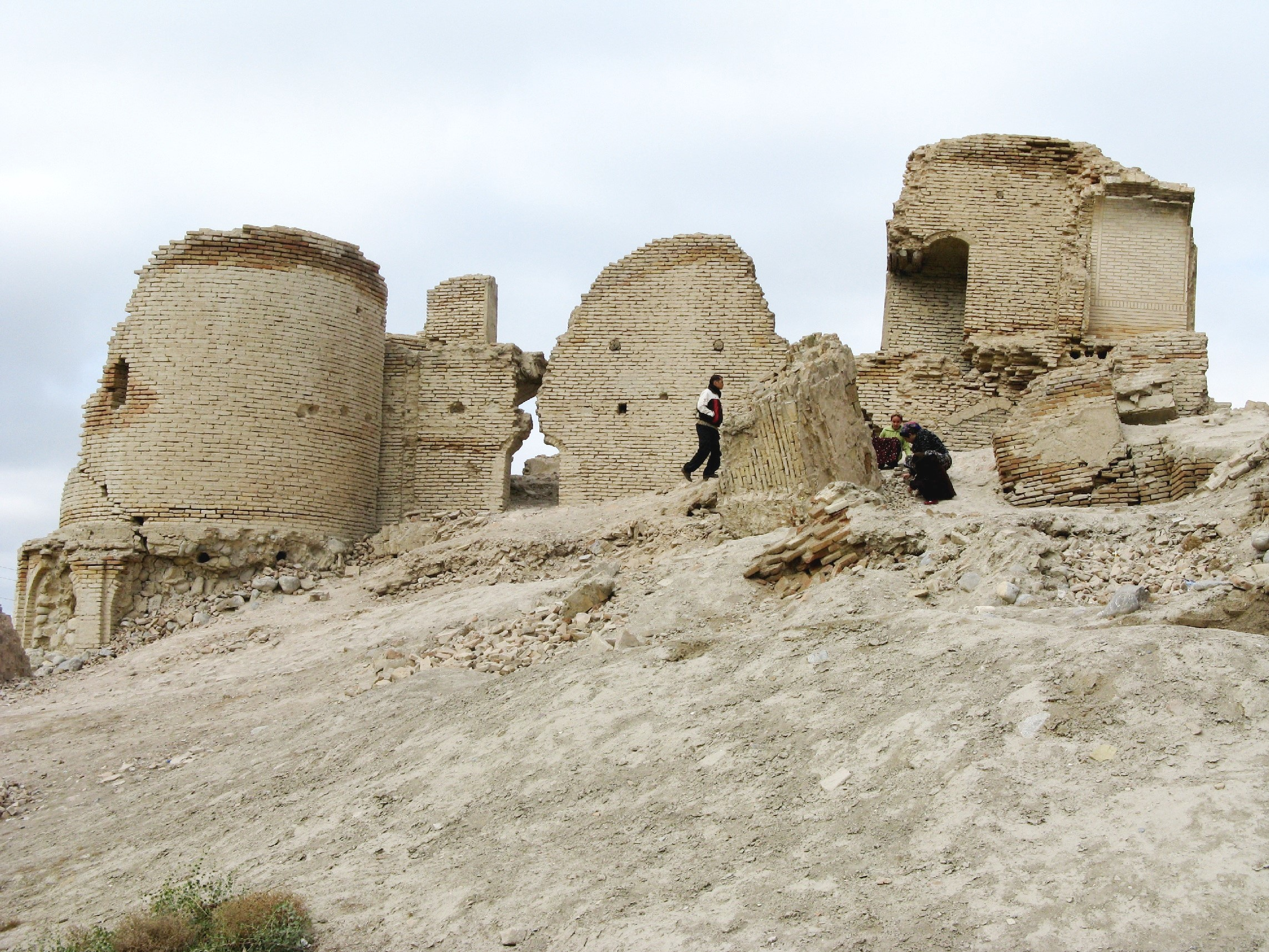
Развалины мечети Сейит Джемал ад-Дина

Наибольшую ценность и художественное своеобразие имела превосходная полихромная керамическая декорация портала: орнаментальная кирпичная выкладка с майоликовыми вставками, геометрический орнамент и мозаичный пространный арабский текст. Над аркой были великолепные изображения двух обращенных головами друг к другу драконов-аджарха. Их желтые тела извивались на тёмно-синем мозаичном фоне с мелким растительным орнаментом (цветами яблони), который начинался от оскаленной пасти фантастических существ. Изображение драконов на фасаде не имеет аналогий в декорации архитектурных памятников Средней Азии. Исчерпывающего объяснения происхождению этого сюжета в декоре мечети Анау до сих пор не найдено, несмотря на то, что изображения драконов уходят в глубокую историю среднеазиатского искусства. Галина Пугаченкова даёт следующую расшифровку: «По содержанию это, повидимому, тотем населявшего еще в XV в. округу Анау (главным городом области была Ниса) основного туркменского племени, к которому, возможно, принадлежал и шейх Джемаледдин», могила которого находилась в Анау. Не имеет аналогий в декорации архитектурных памятников Средней Азии и орнамент мозаичной каймы, обрамляющей портальную арку и арабскую надпись над ней. Рисунок этого орнамента характерен для расписной керамики туркменского энеолита и продолжает использоваться в туркменских коврах. Фрагменты декора хранятся в Музее изобразительных искусств Туркмении. Реставраторам удалось восстановить устои портала, кирпичную кладку на площади и могилу. Работы по реставрации и консервации мозаичной панели с изображением драконов и эпиграфики портала мечети Анау были проведены сотрудниками Музея изобразительных искусств и Академии художеств на грант программы «Фонд посла по сохранению культурного наследия» (AFCP) на 2013 год (38 780 долларов США).
По местной легенде, объясняющей появление такой необыкновенной постройки, в пору правления справедливой и мудрой Джемаль к горожанам обратился за помощью дракон-аждарха. По приказу царицы дракон привёл мастеров с топорами и пилами в горы, где они спасли от мучений другого дракона, в глотке которого застрял козёл. В благодарность драконы одарили мастеров и город сокровищами. Царица Джамаль приказала построить мечеть. По легенде драконы были покровителями Анау, а их изображения охраняли мечеть.